# ФК СУ Динамо Југ
ФК СУ Динамо Југ је српски фудбалски клуб из Врања и тренутно се такмичи у Првој лиги Србије, другом такмичарском нивоу српског фудбала. Основан је 2022. године.

## Историја
ФК СУ Динамо Југ је основано 2022. године. Такмичење су почели у Пчињској окружној лиги, петом такмичарском нивоу српског фудбала. У дебитантској сезони, Динамо је заузео друго место, иза Минералца из Врањске Бање, али се због проширења Зоне Југ пласирао у виши ранг.
Поверење које им је указо ФС РИС да уз првака Минералца из Врњске Бање упадну у Зона југ у потпуности су оправдали. Динамо је у сезони 2023/24 одиграо 34 утакмица и забележио 24 победа, 7 нерешених утакмица и претрпео само 3 пораза уз инпозантну гол разлику 78 датих и само 16 примљених голова и освојена 79 бодова. То је било довољно за прво место и пласман у Српску лигу Исток.
И следеће сезоне у Српској лиги Исток је направљен корак више. Динамо је освојио прво место са 64 бодова, шест више од Радничког из Пирота и пласирао се у Прву лигу Србије.

## Резултати
| Сезона   | Ранг | Лига                 | Позиција | ИГ | Д  | Н | П | ГД | ГП | ГР  | Бод | Куп                  |
| -------- | ---- | -------------------- | -------- | -- | -- | - | - | -- | -- | --- | --- | -------------------- |
| 2022/23. | 5    | Пчињска окружна лига | 2.       | 24 | 17 | 3 | 4 | 57 | 31 | +26 | 54  | Није се квалификовао |
| 2023/24. | 4    | Зона Југ             | 1.       | 34 | 24 | 7 | 3 | 80 | 16 | +64 | 79  | Није се квалификовао |
| 2024/25. | 3    | Српска лига Исток    | 1.       | 30 | 20 | 4 | 6 | 65 | 29 | +36 | 64  | Није се квалификовао |